# Mágico Díaz
Javier Díaz Pons (La Puebla, Baleares, 3 de febrero de 1968), deportivamente conocido como "Mágico" Díaz, es un exfutbolista español. Actualmente es agente de futbolistas. Colaboró en radio siete años (Comradio Barcelona) y fue columnista especializado en fútbol del Periódico de Cataluña y actualmente lo es de Sport.

## Trayectoria
Tras jugar en el club de su localidad natal, el UD Poblense, en Segunda División B, el verano de 1988 Juanjo Díaz le fichó para el RCD Español. En su primer año alternó el primer equipo con el CE L'Hospitalet, por entonces filial periquito. Javier Clemente le hizo debutar en la Primera División de España el 30 de noviembre de 1988, ante el CA Osasuna. Logró hacerse un hueco en las alineaciones en la recta final de esa temporada, participando también en la promoción, que resultó fatídica para los blanquiazules, que perdieron la categoría.
La temporada 1989/90, con el club en Segunda División, Mágico Díaz dio el salto definitivo al primer equipo. Esa misma campaña el club logró ascender de nuevo a Primera. Díaz jugó dos años con el RCD Español en la máxima categoría, pero nunca logró afianzarse como titular: de los 47 encuentros que jugó en Primera con la casaca blanquiazul, sólo 16 fueron completos. En estos partidos anotó dos goles.
La temporada 1992/93 se marchó al CP Mérida, de Segunda División, donde encontró la continuidad: jugó 34 partidos y anotó dos goles. Su rendimiento le abrió las puertas del Real Betis, por entonces también en la categoría de plata. En su primer año con los sevillanos logró el ascenso a Primera División, participando en 17 encuentros. Sin embargo, nunca llegó a jugar un solo minuto con los béticos en la máxima categoría. Con la llegada al banquillo de Lorenzo Serra Ferrer, el verano de 1994, Mágico Díaz quedó en el otracismo, y tuvo que terminar la temporada 1994/95 cedido en el Palamós CF, de Segunda División.
Apartado del equipo verdiblanco al inicio de la temporada 1995/96, finalmente rescindió su contrato con el Real Betis. Tras varios meses sin equipo, en noviembre de 1995 firmó por el CE L'Hospitalet para jugar en Segunda B hasta final el final de esa campaña. Nuevamente sin equipo al inicio de la temporada 1996/97, entrenó con el RCD Español hasta fichar por el Écija Balompié en el mercado de invierno. Con los andaluces jugó medio año en Segunda División. De nuevo sin equipo, al inicio de la temporada 1997/98 volvió a entrenar en las instalaciones del RCD Español, hasta que a principios de 1998 se enroló en el CE Europa, de Tercera División.

## Clubes
| Club            | País   | Año       |
| --------------- | ------ | --------- |
| UD Poblense     | España | 1986-1988 |
| CE L'Hospitalet | España | 1988-1989 |
| RCD Español     | España | 1988-1992 |
| CP Mérida       | España | 1992-1993 |
| Real Betis      | España | 1993-1995 |
| Palamós CF      | España | 1995      |
| CE L'Hospitalet | España | 1995-1996 |
| Écija Balompié  | España | 1997      |
| CE Europa       | España | 1998      |